# Бугайчук Віктор Михайлович
Ві́ктор Миха́йлович Бугайчу́к (нар. 19 листопада 1957 Сєверодонецьк, Ворошиловградська область) — український політик, голова Полтавської обласної державної адміністрації у 2014 році.

## Біографія
У 1975 році закінчив Сєверодонецьку СШ № 1 та вступив до Харківського політехнічного інституту на факультет електромашинобудування, який закінчив у 1981 році і здобув вищу освіту.
З 1981 року по 1991 рік працював інженером у Харківському ПНУ-413 на Кременчуцькій дільниці № 3.
У 1991 році призначений директором АТ «Електросервіс».
З 1997 року по 1999 працював комерційним директором заводу комунального устаткування, а з 1999 року по 2002 рік — директором цього підприємства.
З 2002 по 2010 рік працює директором ЗАТ «Кременчуцька електротехнічна компанія АМПЕР».
З липня 2010 року призначений на посаду голови наглядової ради ТОВ «АВМ-АМПЕР».
З 2010 року — депутат Кременчуцької міської ради. Балотувався в мери Кременчука.
12 листопада 2014 року Віктор Бугайчук склав із себе повноваження голови Полтавської обласної адміністрації через те, що ВО «Свобода» не потрапила до Верховної Ради України VIII скликання та партійну позицію, що відповідальність має нести нова коаліція у парламенті.
Член Всеукраїнського об'єднання «Свобода».
18 листопада 2014 року президент звільнив голову Полтавської обласної державної адміністрації Віктора Бугайчука. Про це йдеться в указі № 887.

## Родина
Одружений, має двох синів.